# Sara Svendsen
Sara Svendsen (ur. 15 kwietnia 1980) – norweska biegaczka narciarska, zawodniczka klubu Tromsø Skiklubb.

## Kariera
Po raz pierwszy na arenie międzynarodowej Sara Svendsen pojawiła się 10 lutego 2001 roku w zawodach FIS Race w miejscowości Nybygda, gdzie była dziewiętnasta w biegu na 5 km techniką dowolną. W Pucharze Świata zadebiutowała 22 listopada 2003 roku w Beitostølen, zajmując 66. miejsce w biegu na 10 km stylem dowolnym. Pierwsze pucharowe punkty zdobyła pięć lat później - 23 lutego 2008 roku w Falun, gdzie zajęła 28. miejsce w biegu łączonym na 15 km. Nigdy nie stała na podium zawodów Pucharu Świata. W klasyfikacji generalnej najlepszy wynik uzyskała w sezonie 2007/2008, który ukończyła na 59. miejscu. Startuje głównie w zawodach FIS Marathon Cup, w których dwukrotnie stawała na podium, odnosząc przy tym jedno zwycięstwo: 8 stycznia 2012 roku wygrała czeski maraton Jizerská Padesátka. W klasyfikacji generalnej najlepiej wypadła w sezonie 2011/2012, który ukończyła na ósmej pozycji.

## Osiągnięcia

### Puchar Świata

#### Miejsca w klasyfikacji generalnej
- sezon 2007/2008: 59.
- sezon 2008/2009: 99.
- sezon 2009/2010: 122.

#### Miejsca na podium
Svendsen nie stała na podium indywidualnych zawodów Pucharu Świata.

### FIS Marathon Cup

#### Miejsca w klasyfikacji generalnej
- sezon 2010/2011: 12.
- sezon 2011/2012: 8.

#### Miejsca na podium
| Nr | Dzień      | Rok  | Zawody             | Dystans                 | Czas biegu  | Strata  | Pozycja | Zwyciężczyni  |
| -- | ---------- | ---- | ------------------ | ----------------------- | ----------- | ------- | ------- | ------------- |
| 1. | 19 marca   | 2011 | Birkebeinerrennet  | 54 km stylem klasycznym | 3:11:17,0 h | +52,0 s | 3.      | Seraina Boner |
| 2. | 8 stycznia | 2012 | Jizerská Padesátka | 50 km stylem klasycznym | 2:42:19,7 h | -       | 1.      | -             |